# 小行星55749
小行星55749（55749 Eulenspiegel）是一颗绕太阳运转的小行星，为主小行星带小行星。该小行星于1991年1月15日发现。
該小行星以中低德語口耳相傳的民間傳說人物搗蛋鬼提爾命名。

## 轨道参数
小行星55749的轨道半长轴为3.1697845 UA，离心率为0.165。